# 2006년 선댄스 영화제
제22회 선댄스 영화제는 2006년 1월 19일에 열린 시상식이다.

## 수상 및 후보

### 심사위원대상(미국 드라마)
- 달콤한 열여섯 - 리처드 글랫저 수상
- 컴 얼리 모닝 - 조이 로렌 아담스
- 플란넬 파자마 - 제프 립스키
- 포기븐 - 폴 피츠제럴드
- 가이드 투 렉커그나이징 유어 세인츠 - 디토 몬티엘
- 하프 넬슨 - 라이언 플렉
- 호크 이즈 다잉 - 줄리언 골드버거
- 방황의 날들 - 김소영
- 푸치니 포 비기너 - 마리아 매겐티
- 라이트 엣 유어 도어 - 크리스 고락
- 셰리베이비 - 로리 콜리어
- 썸바디스 - Hadjii
- 스테이 - 밥 골드웨이트
- 스틸 시티 - 92714
- 스테파니 데일리 - 힐러리 브로거
- 리스트커터스 - 러브 스토리 - 92722

### 심사위원대상(미국 다큐멘터리)
- 갓 그류 타이어드 오브 어스 - 크리스토퍼 딜론 퀸 외 1인 수상
- 재키 패리스를 찾아서 - 레이몬드 드 펠리타
- 아메리칸 블랙아웃 - 이언 이너바
- 크로싱 아리조나 - Joseph Mathew
- 그라운드 트루스 - 패트리샤 푸크로드
- 이라크 인 프래그먼츠 - 제임스 롱리
- 라이온 인 더 하우스 - 스티븐 보그너 외 1인
- 스몰 타운 게이 바 - 말콤 잉그램
- 소 머치 소 패스트 - 스티븐 애스처 외 1인
- 딘 - 로린 그린필드
- 대릴 헌트의 재판 - 릭키 스턴 외 1인
- TV 중독자 - 마이클 케인 외 1인
- 언리저너블 맨 - 스티브 스크로밴
- 와이드 어웨이크 - 앨런 벌리너
- 워드플레이 - 패트릭 크리던
- 월드 어코딩 투 세서미 스트리트 - 린다 골드스타인 노울톤 외 1인

### 심사위원대상(월드시네마 드라마틱)
- 13 - 겔라 바브루아니 수상
- 알레그로 - 크리스토퍼 부
- 아우라 - 파비언 비린스키
- 모래의 집 - 엔드류차 웨딩턴
- 두니아 - 92737
- 이브와 파이어 호스 - 줄리아 콴
- 그르바비차 - 야스밀라 이바니치
- 아이들의 훈장 - 장위엔
- 마데이누사 - 클로디아 로사
- 넘버 2 - 토아 프레이저
- 원 라스트 댄스 - 맥스 마코우스키
- 스트레인저스 앳 선라이즈 - 아우라에우스 솔리토
- 피터 팬의 공식 - 조창호
- 프린세사스 - 페르난도 레온 데 아라노아
- 손 오브 맨 - 마크 돈포드 메이
- 솔로 디오스 사베 - 카를로스 볼라도

### 심사위원대상(월드시네마 다큐멘터리)
- 구멍 속에서 - 후안 카를로스 룰포 수상
- 5일 - 요아브 샤밀
- 성난 승려 - 루크 쇠들러
- 블랙 골드 - 마크 J. 프랜시스
- 바이 더 웨이 - 윌리엄 이글턴의 여정 - Cedric Laty 외 1인
- 나디에 - 틴 더다멀
- 디어 평양 - 양영희
- 거대한 부처 - 크리스찬 프레이
- 글래스톤베리 - 줄리엔 템플
- 위대한 침묵 - 필립 그로닝
- 아이 포 인디아 - 산디야 수리
- 조시 안토니오 기터레즈의 짧은 생애 - 하이디 스페코냐
- 크즈 - Rex Bloomstein
- 송버드 - 브라이언 힐
- 언폴딩 플로렌스 - 플로렌스 브로드허스트의 다양한 삶 - 질리언 암스트롱
- 비바 자파테로! - 사비나 구잰티

### 각본상(미국 드라마)
- 스테파니 데일리 - 힐러리 브로거 수상

### 심사위원특별상(미국 드라마)
- 가이드 투 렉커그나이징 유어 세인츠 - 디토 몬티엘 수상
- 방황의 날들 - 김소영 수상

### 심사위원특별상(미국 다큐멘터리)
- 아메리칸 블랙아웃 - 이언 이너바 수상
- TV 중독자 - 마이클 케인 수상

### 심사위원특별상(월드시네마 드라마틱)
- 이브와 파이어 호스 - 줄리아 콴 수상

### 심사위원특별상(월드시네마 다큐멘터리)
- 디어 평양 - 양영희 수상
- 위대한 침묵 - 필립 그로닝 수상

### 심사위원특별상-앙상블연기
- 벅그러쉬 - 카터 스미스 수상
- 레이스 오브 코블 힐 - 애덤 패리시 킹 수상
- 내츄럴 루트 - 알렉스 패스터 수상

### 관객상 - 단편
- 갓 그류 타이어드 오브 어스 - 크리스토퍼 딜론 퀸 수상
- 나디에 - 틴 더다멀 수상
- 달콤한 열여섯 - 리처드 글랫저 수상
- 넘버 2 - 토아 프레이저 수상

### 알프레드 P. 슬로안 상
- 모래의 집 - 엔드류차 웨딩턴 수상

### 감독상
- 이라크 인 프래그먼츠 - 제임스 롱리 수상
- 가이드 투 렉커그나이징 유어 세인츠 - 디토 몬티엘 수상

### 촬영상
- 이라크 인 프래그먼츠 - 제임스 롱리 수상
- 라이트 엣 유어 도어 - 톰 리치몬드 수상

### 다큐멘터리편집상
- 이라크 인 프래그먼츠 - Billy McMillin 수상

### 단편영화특별언급
- 새벽이 오기 전에 - 벨린트 켄예레스 수상
- 프리처 위드 언노운 갓 - 롭 밴엘크메이드 수상
- 어머니의 육체 - 켄 워드롭 수상

### NHK상
- 돈 렛 미 드라운 - 크루즈 엔젤레스 수상
- 레이크 타호 - 페르난도 에임브케 수상
- 클론은 집으로 돌아온다 - 나카지마 캔지 수상
- The Spring Ritual - Patrice Toye 수상